# Doložka nejvyšších výhod
Doložka nejvyšších výhod může být obsažena v mezinárodní smlouvě, jde o ustanovení, kterým si smluvní strany dohodnou, že se na ně budou automaticky vztahovat veškeré výhody, které druhá smluvní strana poskytla nebo v budoucnu poskytne kterékoli třetí straně. Doložka nejvyšších výhod se uplatňuje zejména u smluv regulujících cizinecký režim, kromě toho je v nepodmíněné formě obsažena v čl. I Všeobecné dohody o clech a obchodu (GATT).